# Светска баштина
Светска баштина Унеска (енгл. World Heritage Site — досл. „место/локалитет светске баштине“) специфично је место (као што је шума, планински масив, језеро, пустиња, грађевина, комплекс или град) које је номиновано за Међународни програм светске баштине којим управља Комитет Светске баштине Унеска — организације за образовање, науку и културу Уједињених нација.
Циљ програма је да попишу, сакупе имена и чувају места од изузетног значаја, културног или природног, у јединствену баштину човечанства. Места која су на листи Светске баштине могу користити средства из Фонда Светске баштине под одређеним условима. Програм је основан Конвенцијом о заштити светске културне и природне баштине, коју је усвојила Генерална конференција Унеска 16. новембра 1972. године. До августа 2016, на листу су уписана 1052 места светске баштине (814 културних, 203 природна и 35 мешовитих у 165 држава чланица).
Да би било изабрано, место светске баштине мора бити на неки начин јединствено обележје које се може географски и историјски идентификовати и које има посебан културни или физички значај. На пример, места светске баштине могу бити древне рушевине или историјске структуре, зграде, градови, пустиње, шуме, острва, језера, споменици, планине или подручја дивљине. Место светске баштине може означавати изванредно достигнуће човечанства и служити као доказ наше интелектуалне историје на планети, или може бити место велике природне лепоте. Од јула 2021. године, укупно 1.154 места светске баштине (897 културних, 218 природних и 39 мешовитих објеката) постоје у 167 земаља. Са 58 одабраних области, Италија је земља са највише локација на листи.
Локације су намењене за практичну конзервацију за потомство, које би иначе било изложено ризику од уласка људи или животиња на посед, ненадгледаног, неконтролисаног или неограниченог приступа, или опасности од немара локалне управе. Унеско је одредио локалитете као заштићене зоне. Списак места светске баштине одржава Међународни програм светске баштине којим управља Унеско комитет за светску баштину, састављен од 21 „државе странке“ које бира њихова Генерална скупштина. Програм каталогизира, именује и конзервира локалитете од изузетног културног или природног значаја за заједничку културу и наслеђе човечанства. Програм је започео „Конвенцијом о заштити светске културне и природне баштине“, коју је усвојила Генерална конференција Унеска 16. новембра 1972. Од тада су 193 државе чланице ратификовале конвенцију, чиме је постала једна од најпризнатијих међународних споразума и најпопуларнијег светског културног програма.

## Историја

### Порекло
Године 1954, влада Египта одлучила је да изгради нову Асуанску високу брану, чији би будући резервоар на крају потопио велики део долине Нила са културним благом старог Египта и древне Нубије. Године 1959. владе Египта и Судана затражиле су од Унеска да им помогне у заштити и спасавању угрожених споменика и локалитета. Године 1960, генерални директор Унеска је покренуо Међународну кампању за спасавање споменика Нубије. Овај апел је резултирао ископавањем и снимањем стотина локалитета, проналажењем хиљада објеката, као и спасавањем и премештањем на виша подручја неколико важних храмова. Најпознатији од њих су храмски комплекси Абу Симбел и Фили. Кампања је завршена 1980. године и сматрана је успешном. У знак захвалности земљама које су посебно допринеле успеху кампање, Египат је поклонио четири храма; Храм Дендура је премештен у Метрополитен музеј уметности у Њујорку, Храм Дебод у Парке дел Оесте у Мадриду, Храм Тафех у Ријксмусеум ван Оудхеден у Лајдену, а Храм Елесија у Египатски музеј у Торину.
Пројекат је коштао 80 милиона долара (што је еквивалентно 243,26 милиона долара у 2018), од чега је око 40 милиона долара прикупљено из 50 земаља. Успех пројекта довео је до других кампања заштите, као што су спасавање Венеције и њене лагуне у Италији, рушевина Мохенџо-Дароа у Пакистану и комплекса храма Борободур у Индонезији. Заједно са Међународним саветом за споменике и места, Унеско је тада иницирао нацрт конвенције за заштиту културног наслеђа.

### Конвенција и позадина
Конвенција (потписани документ међународног споразума) којом се усмерава рад Комитета светске баштине развијана је током седмогодишњег периода (1965–1972). Сједињене Државе су покренуле идеју о заштити места од високог културног или природног значаја. Конференција у Белој кући 1965. године позвала је на „Труст светске баштине“ за очување „сјајних светских природних и сликовитих области и историјских места за садашњост и будућност целог светског грађанства“. Међународна унија за очување природе развила је сличне предлоге 1968. године, који су 1972. представљени Конференцији Уједињених нација о човековом окружењу у Стокхолму.
На основу нацрта конвенције који је Унеско иницирао, на крају су све стране усагласиле јединствен текст, а Генерална конференција Унеска је 16. новембра 1972. усвојила „Конвенцију о заштити светске културне и природне баштине“. Конвенција је ступила на снагу 17. децембра 1975. Од јуна 2020. ратификовале су је 193 државе чланице: 189 држава чланица УН, 2 државе посматрача УН (Света Столица и Држава Палестина) и 2 државе у слободној асоцијацији са Новим Зеландом (Кукова острва и Ниуе). Само четири државе чланице УН нису ратификовале конвенцију: Лихтенштајн, Науру, Сомалија и Тувалу.

## Списак места Светске баштине
- Списак места Светске баштине у Африци
- Списак места Светске баштине у Азији и Аустралазији
- Списак места Светске баштине у Европи
- Списак места Светске баштине у Америци
- Списак угрожених места Светске баштине